# Fay Vincent
 (février 2025).
Si vous disposez d'ouvrages ou d'articles de référence ou si vous connaissez des sites web de qualité traitant du thème abordé ici, merci de compléter l'article en donnant les références utiles à sa vérifiabilité et en les liant à la section « Notes et références ».
Francis Thomas Vincent, Jr. (né le 29 mai 1938 à Waterbury, Connecticut, États-Unis et mort le 1er février 2025) est le commissaire des Ligues majeures de baseball de 1989 à 1992.

## Biographie
Fay Vincent succède en 1989 à Bartlett Giamatti comme commissaire du baseball après le décès subit de ce dernier, mort d'une crise cardiaque. Il est le huitième commissaire du baseball mais son passage s'avère bref et houleux. Il est marqué par une hausse vertigineuse des salaires des joueurs de la MLB, des revenus de télévision en chute libre, une Série mondiale (celle de 1989) marquée par un arrêt de jeu provoqué par le séisme de Loma Prieta en Californie, un lock-out en février 1990 et, ultimement, un vote de non confiance prononcé par les propriétaires d'équipes. Ce vote mène à sa destitution en 1992 et il est remplacé par Bud Selig, alors propriétaire des Brewers de Milwaukee.
En 1990, Vincent ordonne les suspensions à vie de George Steinbrenner (révoquée par Selig en 1993) et du joueur Steve Howe, coupable d'avoir violé à plusieurs reprises les politiques anti-drogue de la ligue par son usage de cocaïne.
C'est sous sa gouverne que les Ligues majeures annoncent la venue de deux nouvelles franchises, les Rockies du Colorado et les Marlins de la Floride, qui débutent au début de la saison 1993. Il désirait aussi modifier les divisions de la Ligue nationale pour préparer la venue de ces deux nouveaux clubs. Son idée de corriger une absurdité historique en faisant passer les Braves d'Atlanta, une équipe sise au sud-est des États-Unis, de la division Ouest à la division Est est adoptée en 1994. Mais Vincent voulait aussi faire passer les Cubs de Chicago de la section Est à là section Ouest, ce qui incite la franchise à l'attaquer en justice. Les procédures sont finalement abandonnées après que Fay Vincent quitte le poste de commissaire.